# Margot Zanstra
Margaretha „Margot“ Zanstra-van Wilgenburg (* 22. Januar 1919 in Laren; † 12. Mai 2010 in Amsterdam) war eine niederländische Balletttänzerin und Bildhauerin.

## Leben und Werk
Margot Zanstra wurde 1919 in der Provinz Noord-Holland geboren. In ihrer Jugend beschloss sie Balletttänzerin werden. Da ihre Eltern das als unpassend für ein junges Mädchen ansahen, nahm sie heimlich Unterricht. Sie finanzierte ihre Stunden unter anderem mit Arbeiten als Verkäuferin und bei der Bahn in Amsterdam, arbeitete nachmittags und an den Wochenenden und trainierte in der restlichen Zeit. Die Besetzung der Niederlande während des Zweiten Weltkrieges bedeutete für sie quasi ein Auftrittsverbot, da sie sich weigerte, der „Kultuurkamer“ beizutreten, einer von den deutschen Besatzern eingerichteten Kontroll- und Zensurinstitution, der alle Künstler angehören mussten, um arbeiten zu dürfen. Nach der Befreiung der Niederlande zog sie sich in Paris eine Lungenkrankheit zu, kurz bevor sie ein Engagement beim Nederlands Operaballet antreten konnte. Sie tanzte dann im Nationaal Ballet Amsterdam, aus dem 1961 das Holländische National-Ballett unter der Leitung von Sonia Gaskell hervorging und war dort für sechs Jahre Ballettmeisterin. 1964 heiratete sie den Architekten Piet Zanstra und gab knapp zwei Jahre später das Tanzen auf.

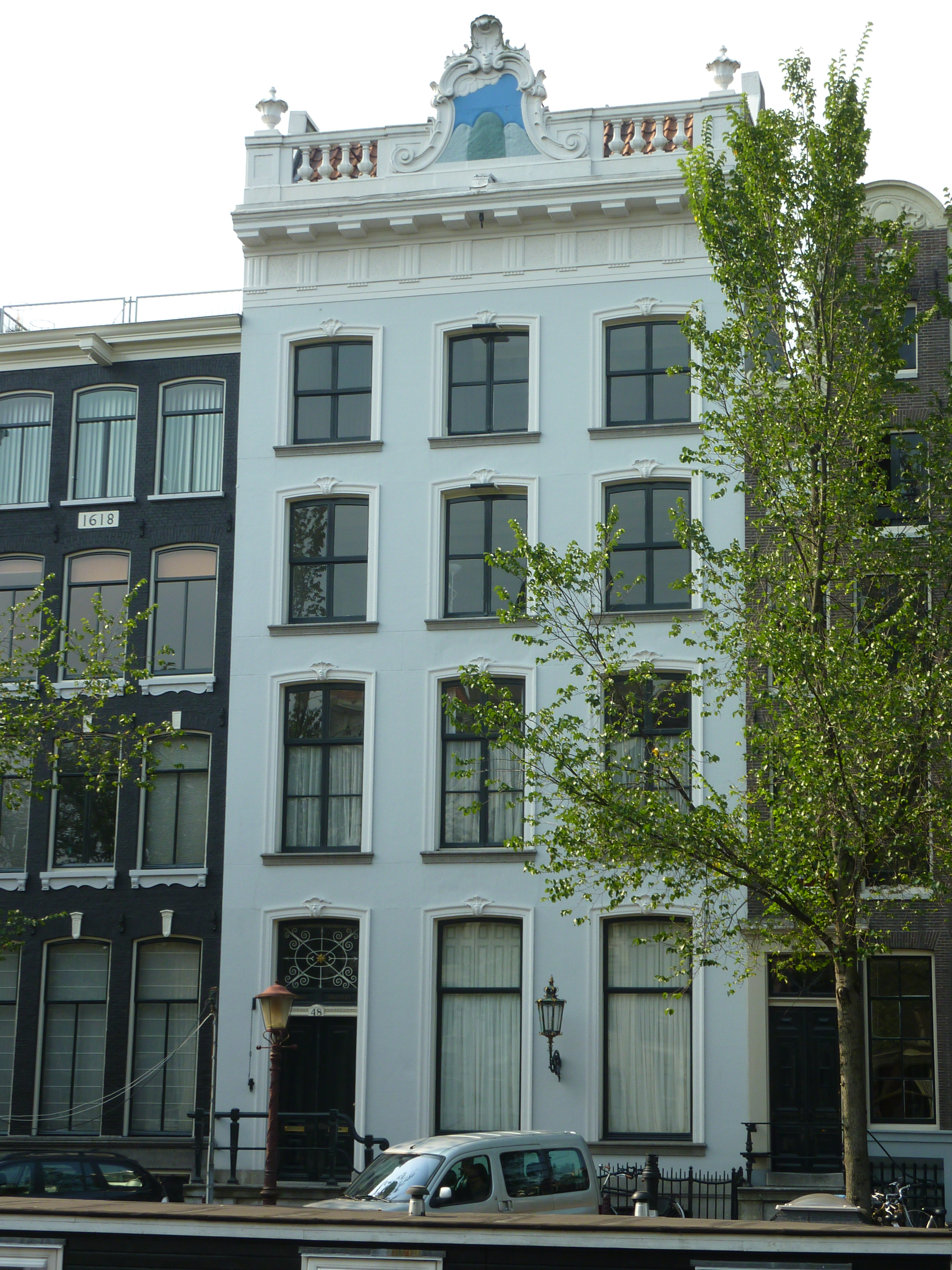
Herengracht 48, Amsterdam

Auf der Suche nach einer kreativen Beschäftigung  begann Margot Zanstra mit Kupfer und Aluminium zu experimentieren und kleine Plastiken zu formen. Ermutigt durch den befreundeten Künstler Dick Elffers nahm sie für ein Jahr Unterricht bei dem Bildhauer Pieter Starreveld und arbeitete in seinem Atelier. Zunehmend verwendete sie auch neue Materialien wie Stahl und Kunststoffe. Ab 1966 war sie als Bildhauerin tätig, bekam ab Anfang der 1970er Jahre Aufträge für Plastiken und Skulpturen im öffentlichen Raum und beteiligte sich regelmäßig an Ausstellungen. 1976 zog sie mit ihrem Mann in die Herengracht 48 in Amsterdam, wo sie bis zu ihrem Tod lebten und arbeiteten. 1987 wurde sie mit dem Shikanai-Preis ausgezeichnet. 1991 wurde ihr der alle zwei Jahre vom Hakone-Open-Air-Museum in Japan vergebene Henry Moore-Preis für ihre Skulptur Ghostdwelling verliehen.
Margot Zanstras Skulpturen sind geometrisch-abstrakt. Zu ihren Werkstoffen gehörten vielfach Aluminium, Edelstahl und Bronze. In späteren Jahren schuf sie auch Installationen mit Licht, indem sie farbige Neonröhren mit ihren Objekten kombinierte. Den meisten ihrer Werke gab sie keinen Namen.
Margot Zanstra war Mitglied des Nederlandse Kring van Beeldhouwers und des Amsterdams Beeldhouwers Kollektief. Sie starb 2010 in Amsterdam und hinterließ ein großes Archiv an Modellen, geometrischen Modellen, Skizzen, Büchern und Fotos.

## Werke im öffentlichen Raum (Auswahl)
- 1971: Ohne Titel, Heer Bokelweg 260, Rotterdam
- 1973: Ohne Titel (Zanstra en Zanstra), Staalmeesterslaan / Jan Evertsenstraat, Amsterdam
- 1980: Dubbel kwadraat, Eindhoven
- 1980: Ohne Titel (Ruimtelijke sculpturen), Brusselstraat 4, Zoetermeer
- 1980: Ohne Titel, Purmerend
- ca. 1983: Choreografie in staal, Bornhout 8, Amsterdam Nieuw-West
- 1983: Cortenstalen object, Kooilaan / Vloedlijn, Hellevoetsluis[5]
- 1986–1996: Triangular Duplication, Zwijndrecht
- 1987: Turbulence, Freilichtmuseum Utsukushigahara, Japan
- 1989: De verbinding, Rekerhout park, Alkmaar
- 1991: Ghostdwelling
- 1993: Ohne Titel (Neonverlichting), Boelekade, Schouwburg, Gouda
- 1995: Turbulentie, Technische Universität Eindhoven
- 1996: Triangular duplication, Skulpturenpark-Zwijndrecht
- 1997: De ontmoeting, Meerwijkselaan / Nijmeegsebaan / Sionsweg, Heilig Landstichting, Groesbeek
- 2001: Exclamations, IJsselland Ziekenhuis, Capelle aan den IJssel
- Object, Aaltje Noordewierstraat, Den Haag
- Het nest, Alette Jacobslaan, Etten-Leur
- Ohne Titel, Helmond

Ohne Titel, Rotterdam
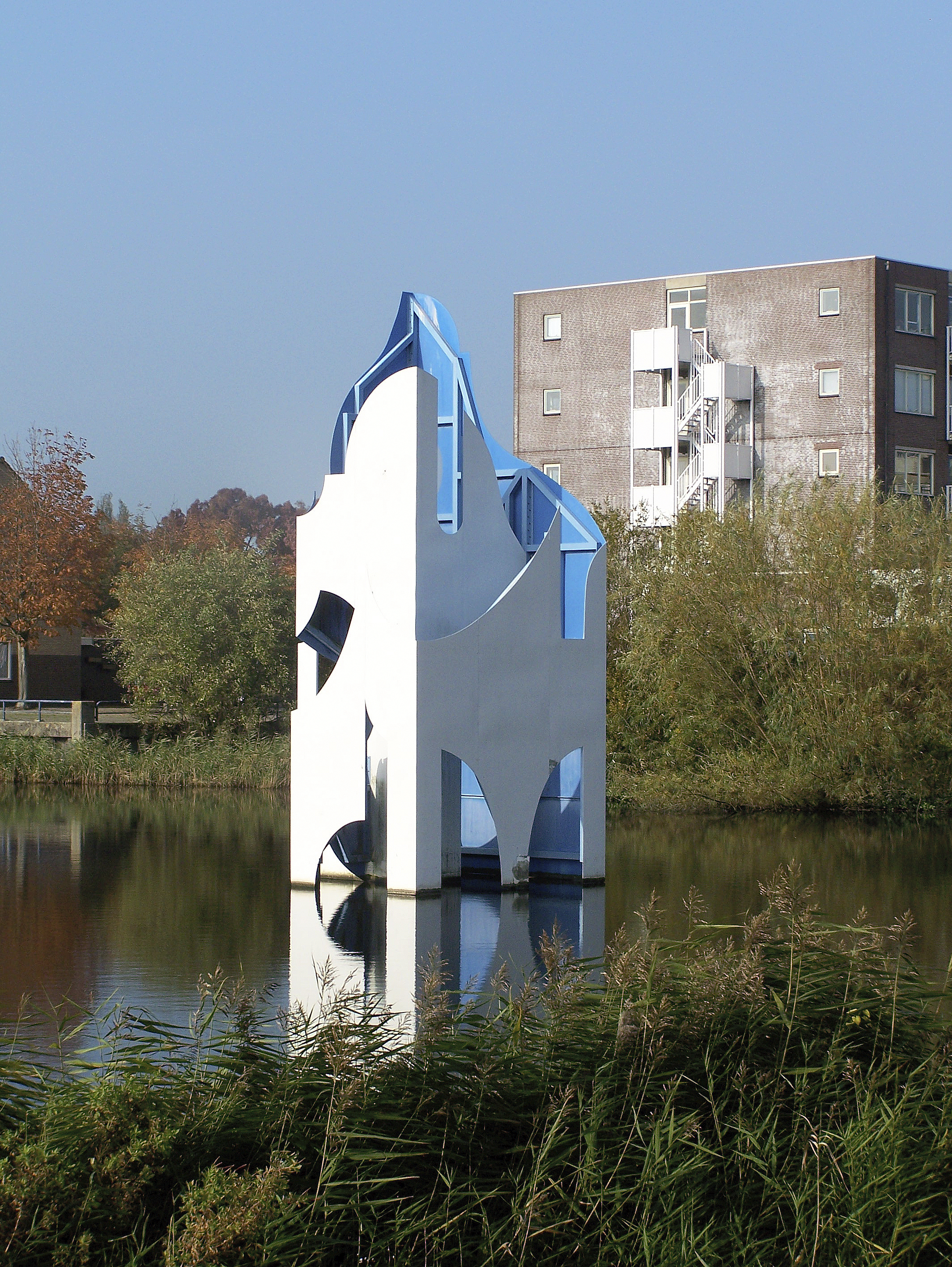
De verbinding, Alkmaar
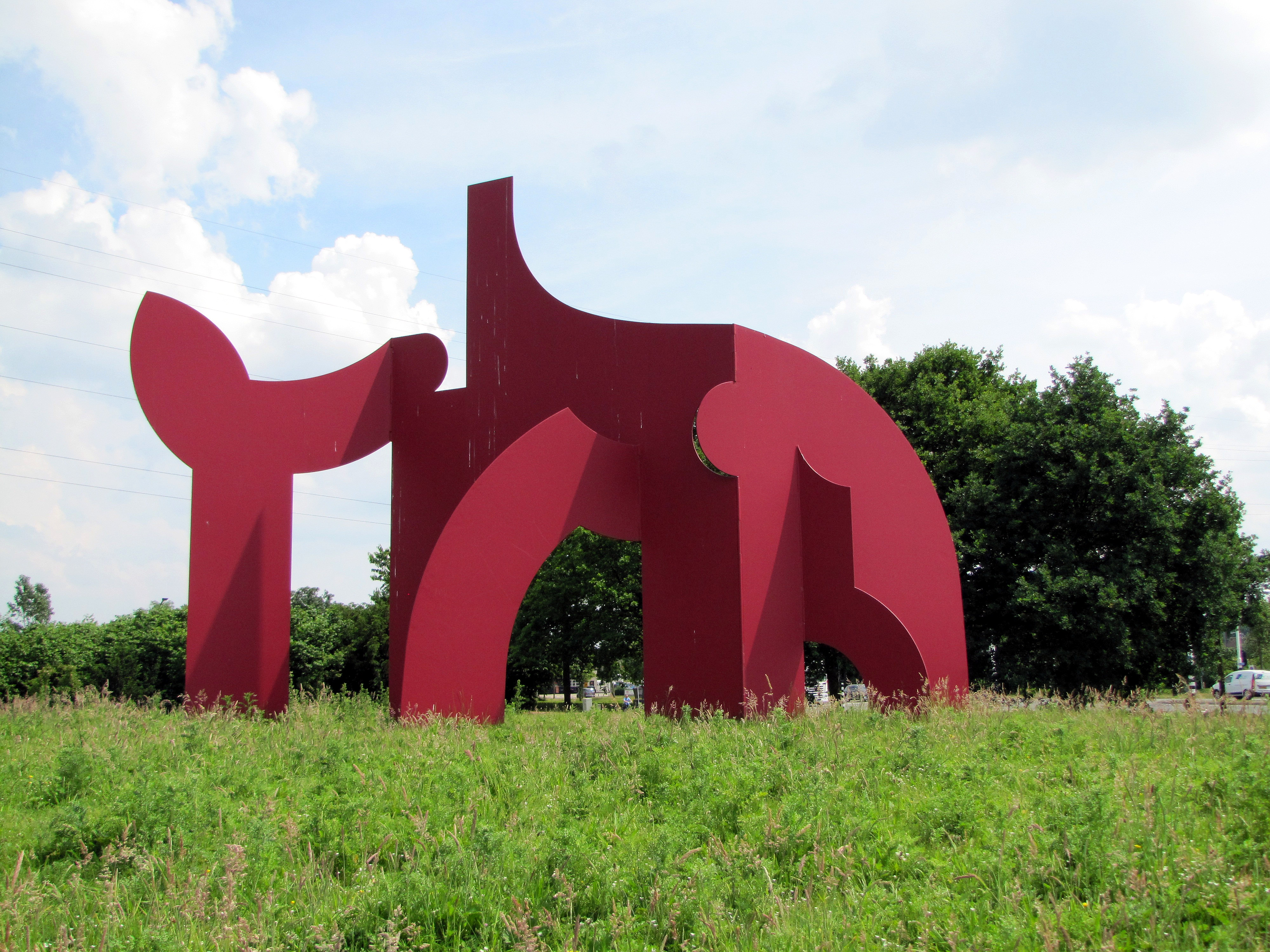
Ohne Titel, Helmond
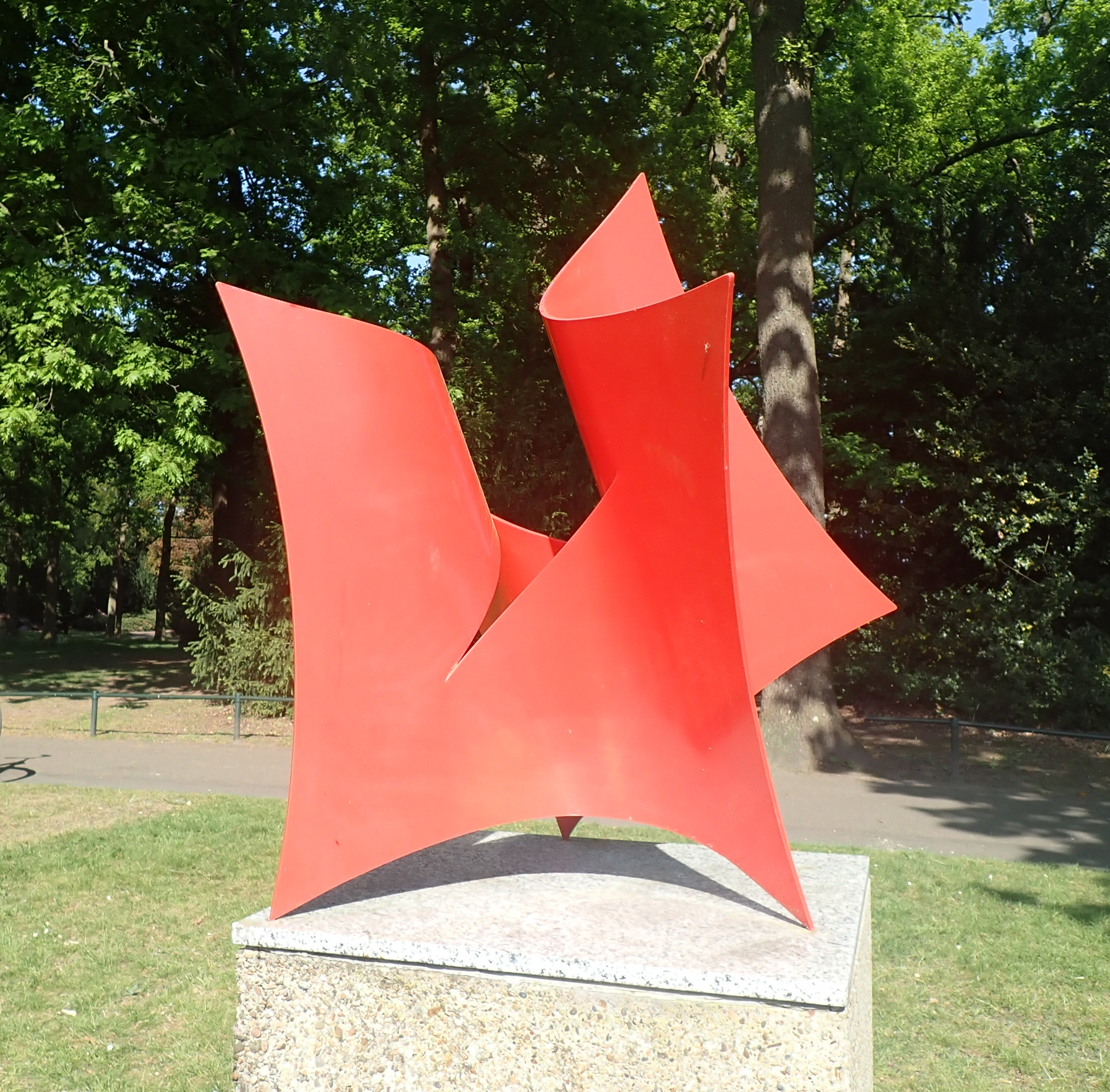
Dubbel kwadraat, Eindhoven
Object, Den Haag
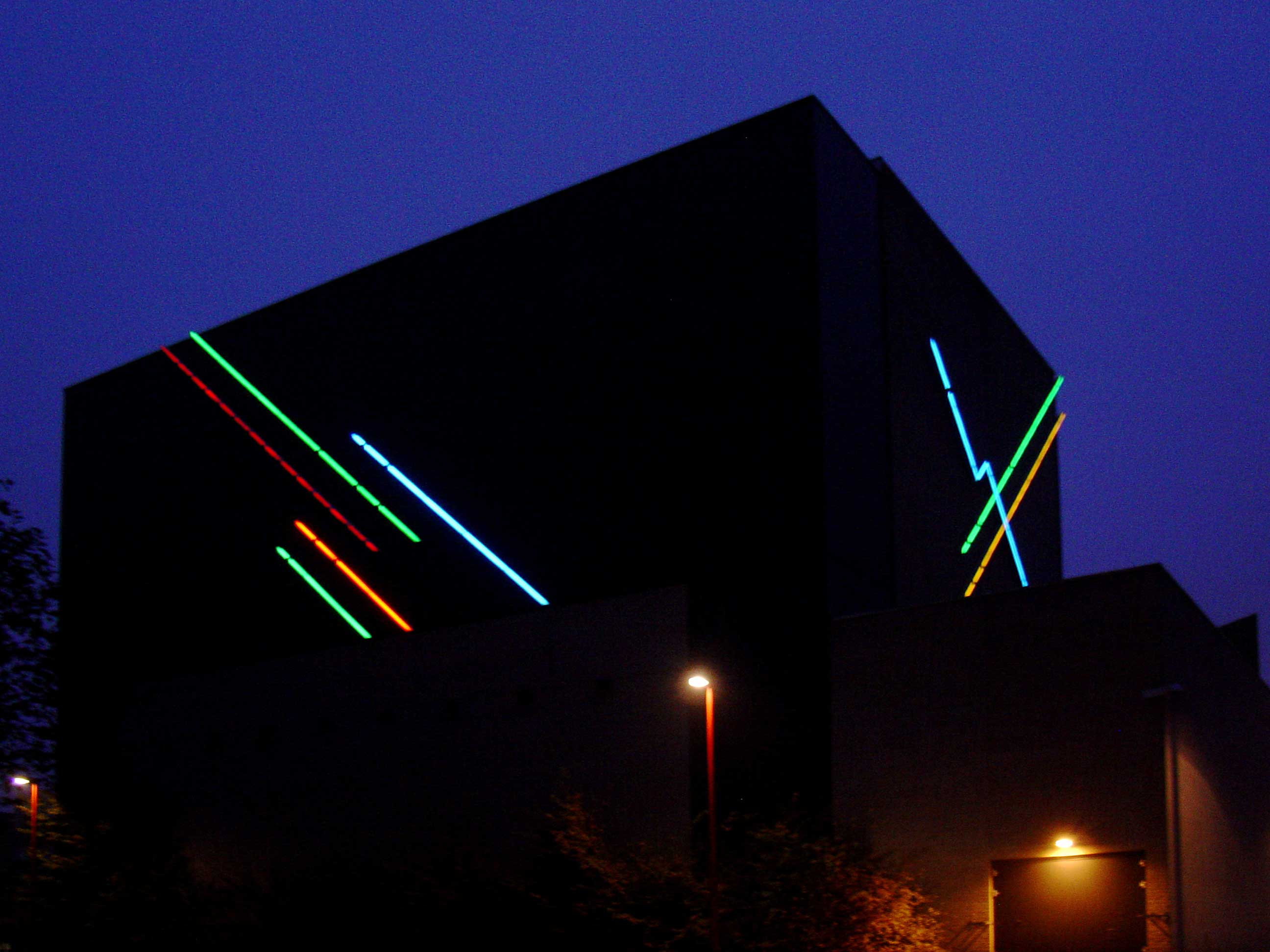
Ohne Titel, Gouda
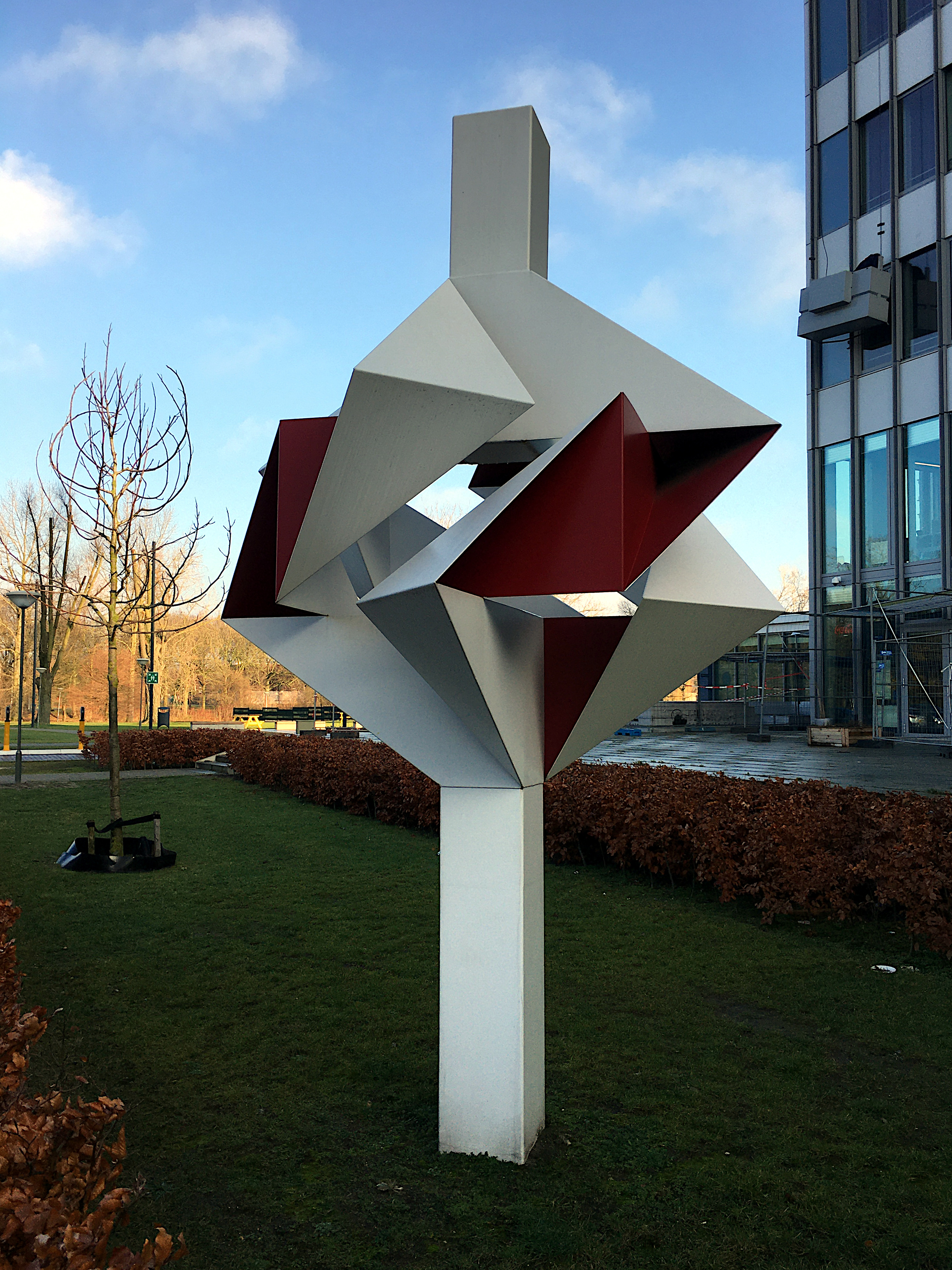
Turbulentie, Eindhoven
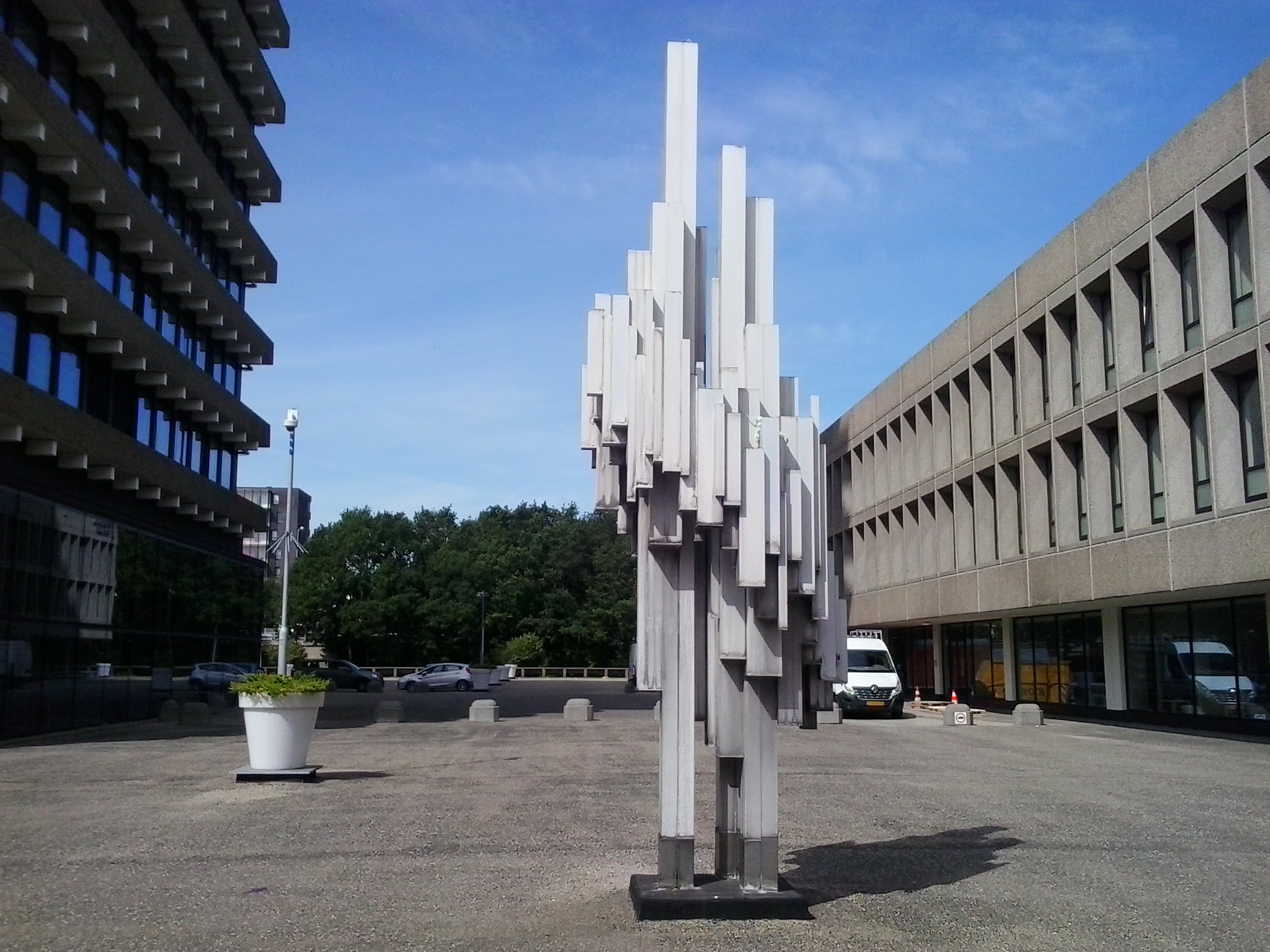
Zanstra en Zanstra, Amsterdam
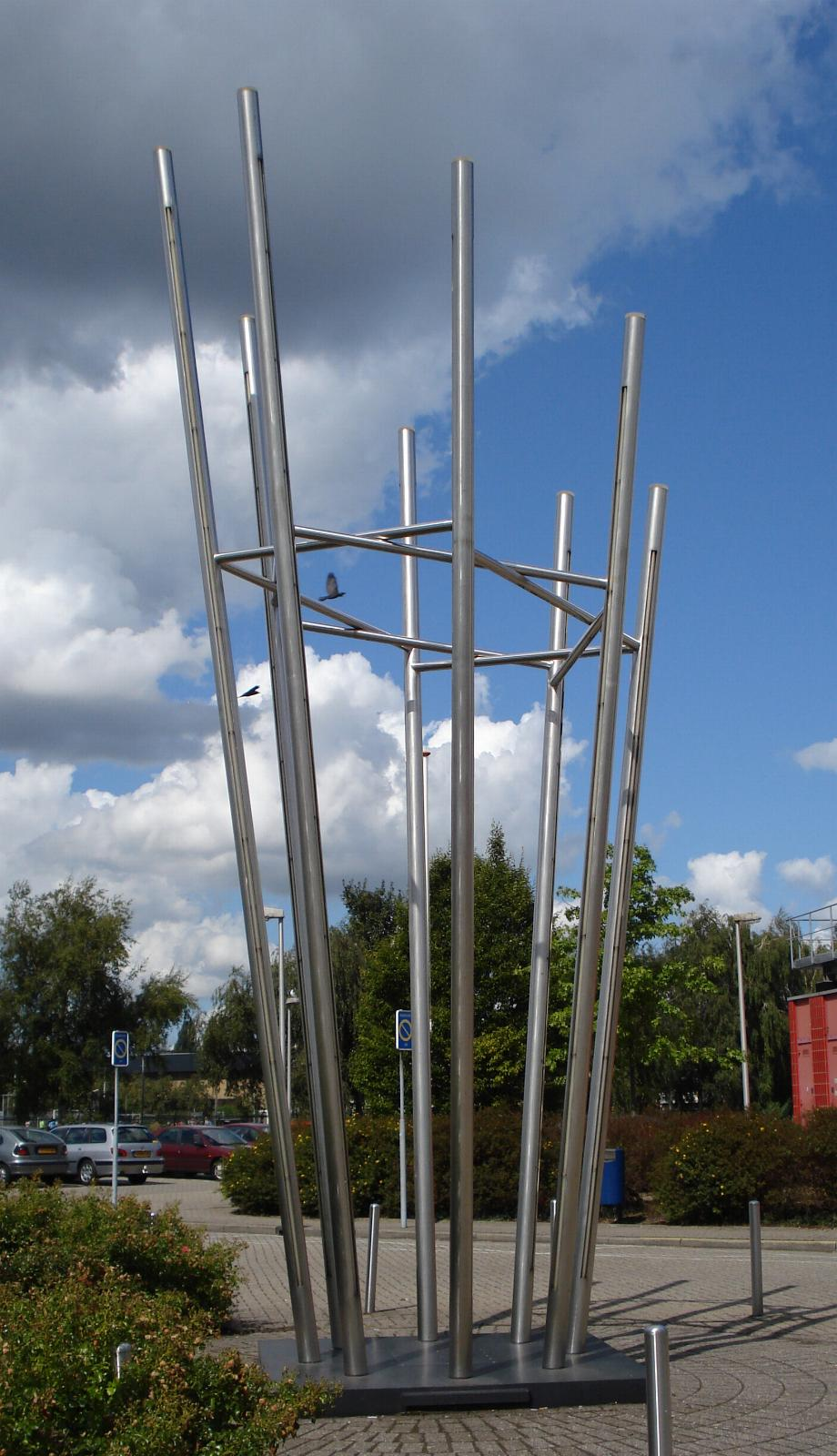
Exclamations, Capelle aan den IJssel
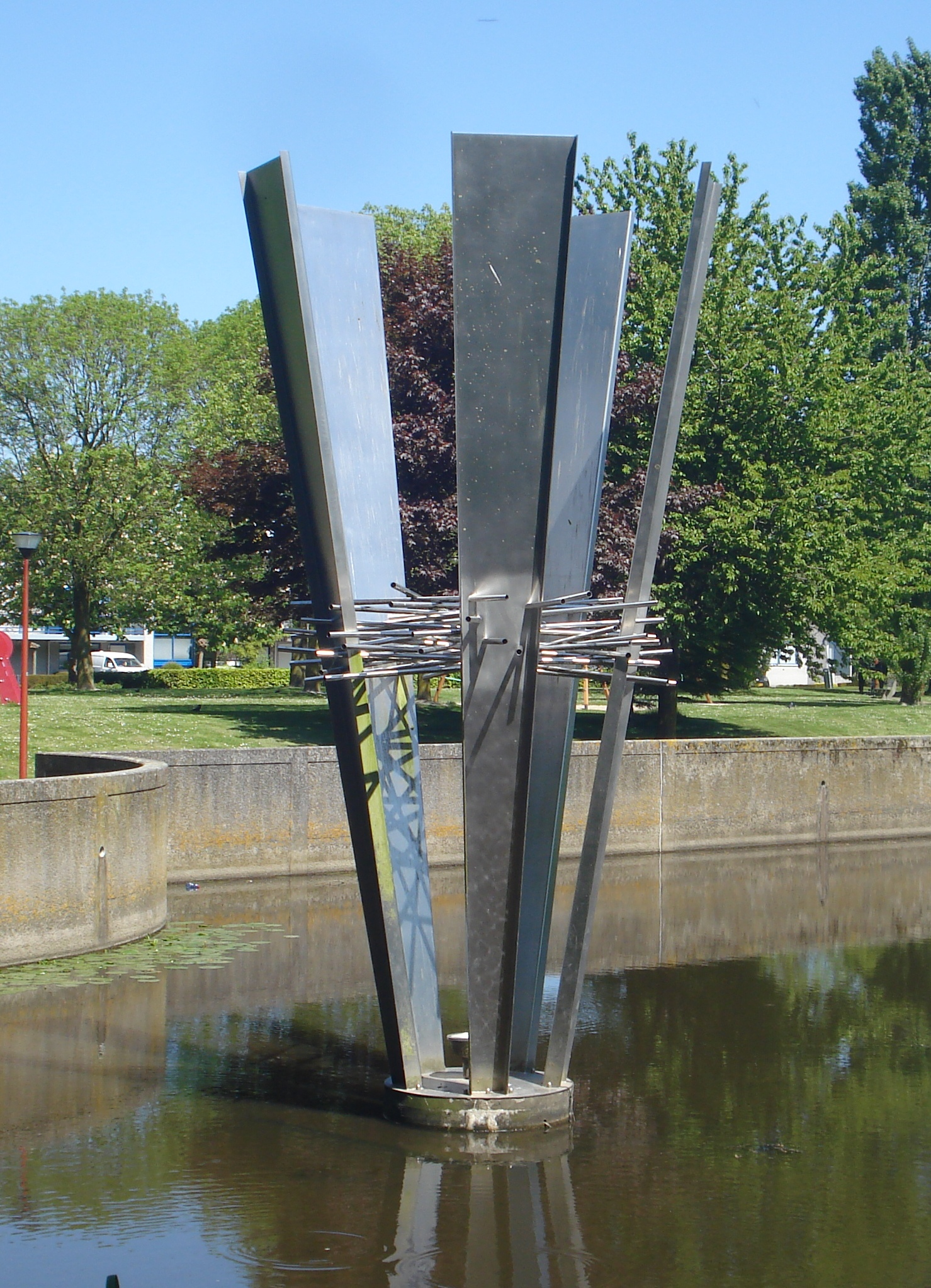
Het nest, Etten-Leur
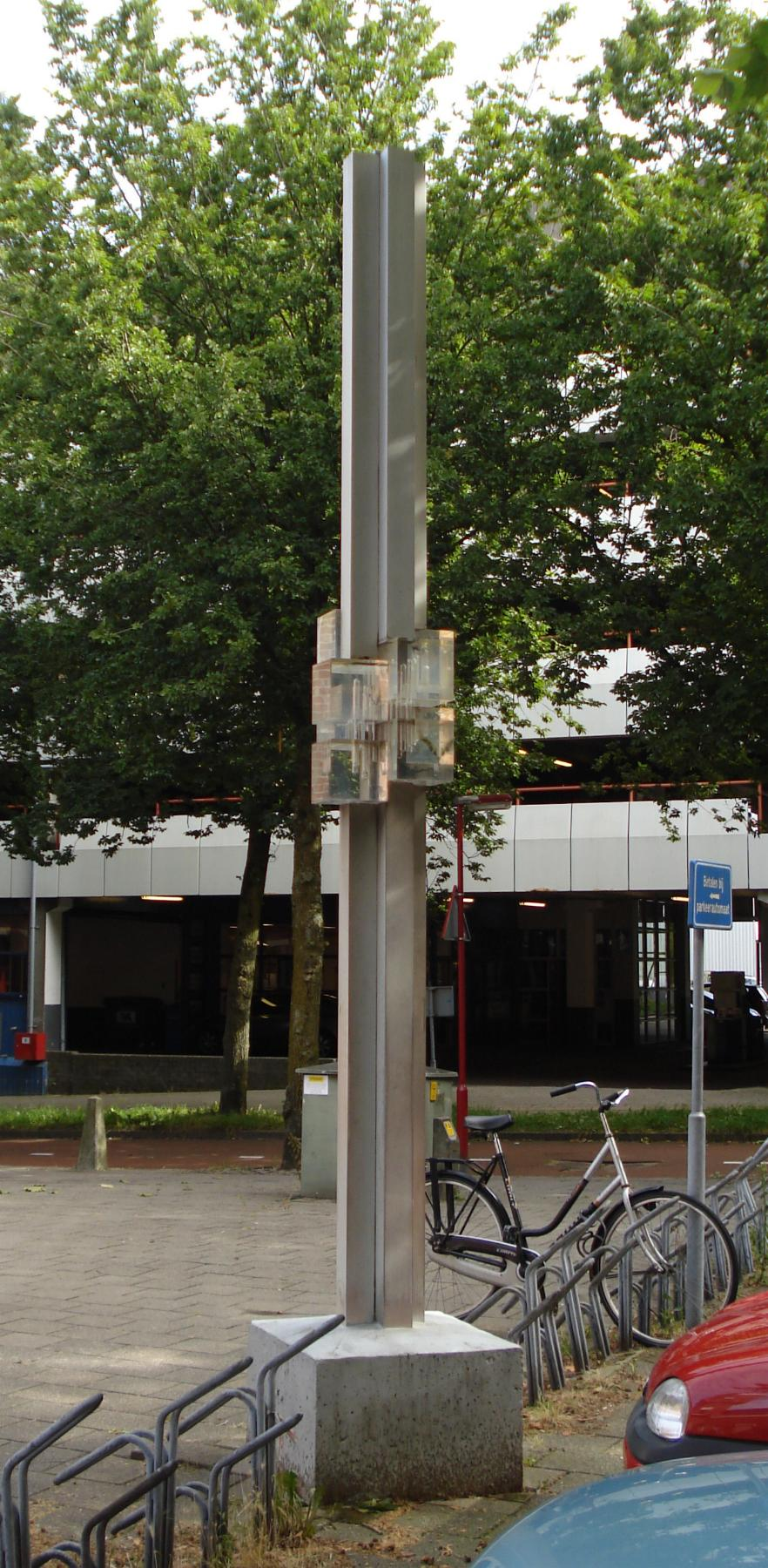
Ohne Titel, Zoetermeer
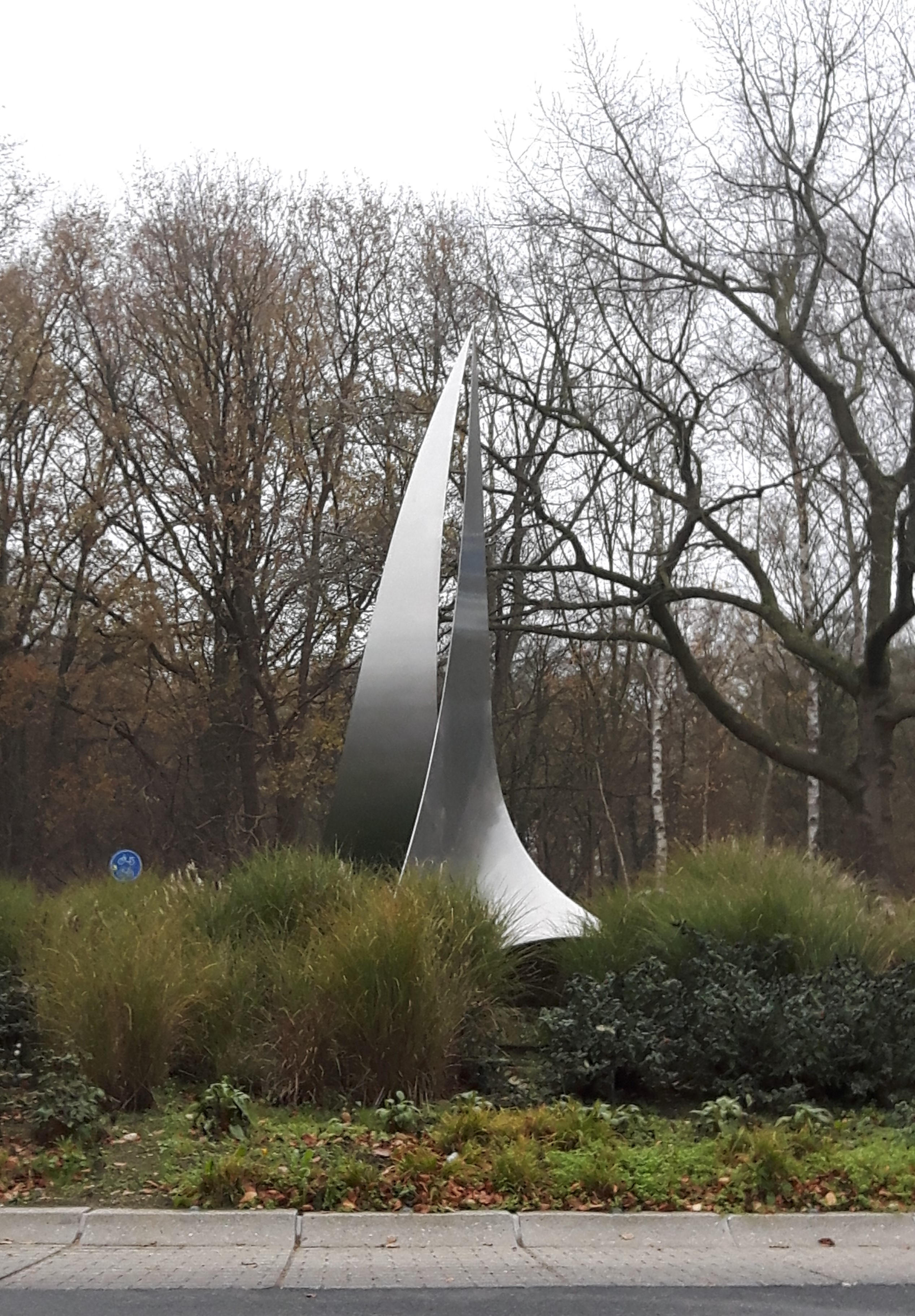
De ontmoeting, Groesbeek
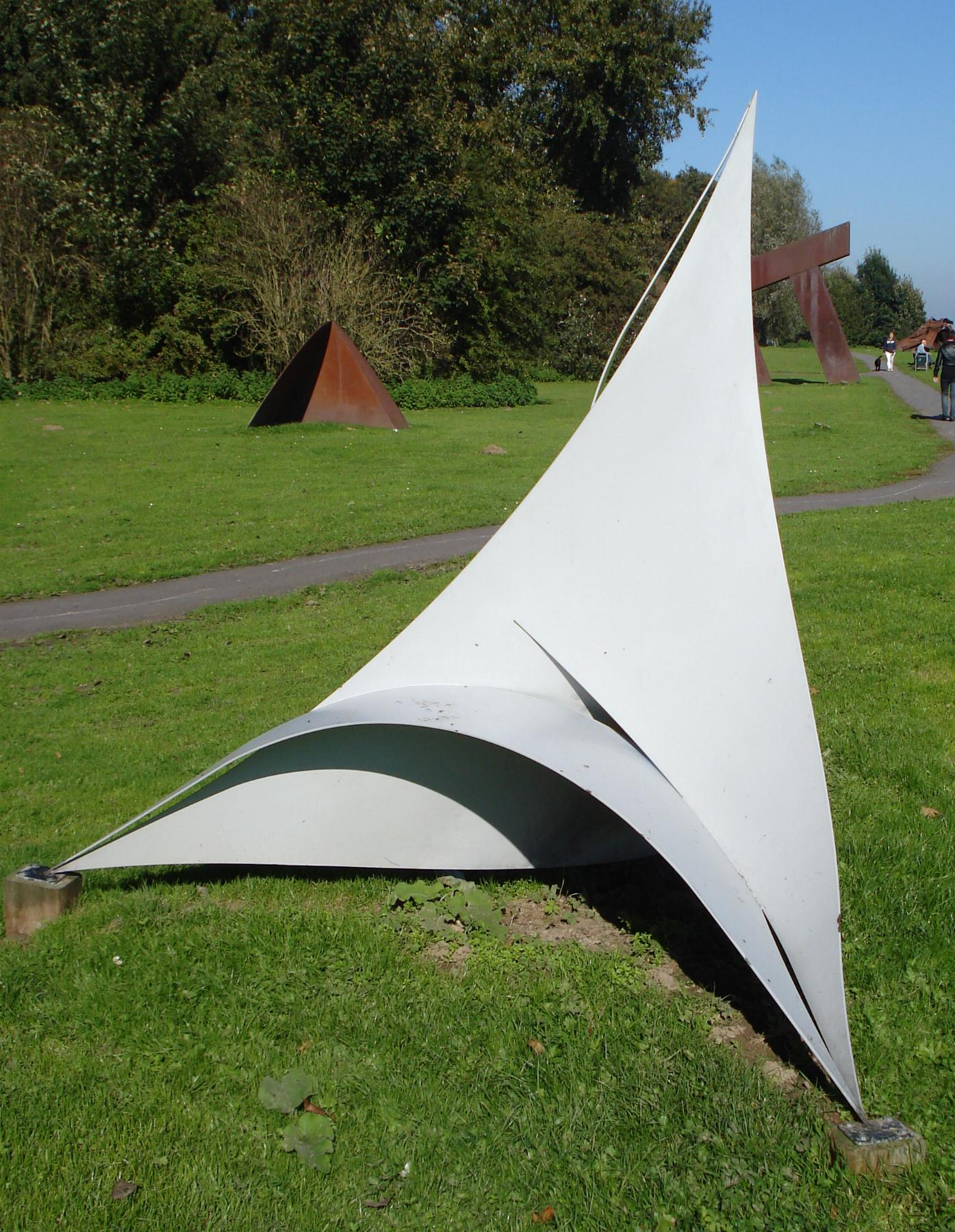
Triangular duplication, Zwijndrecht

## Ausstellungen (Auswahl)
- 1972: Galerie Krikhaar, Amsterdam (Einzelausstellung)
- 1975: Nederlandse Kring van Beeldhouwers, Amstelpark, Amsterdam Zuid
- 1976: Beelden op de Berg Wageningen ’76, Wageningen
- 1976: Natuur en Sculptuur VI, Kunstzaal De Hoge Hees, Eersel
- 1982: Beelden in het stadswandelpark, Kunststichting Eindhoven, Stadswandelpark, Eindhoven
- 1983: Galerie Lambert Tegenbosch, Heusden (Einzelausstellung)
- 1984: Stichting Nieuw Perspektief, Amsterdam (Einzelausstellung)
- 1984: Beeld en kleur, Nederlandse Kring van Beeldhouwers, Stedelijk Museum, Amsterdam
- 1988:  Kunstenaarsvereniging GSA, Hilversum (Einzelausstellung)
- 1989: Galerie Lambert Tegenbosch, Heusden (Einzelausstellung)
- 1993: Schloss Groeneveld, Baarn (gemeinsam mit Jos Wong Lun Hing)
- 1996: Museum Singer Laren, Laren
- 1997: Tussen schip en wand, Nederlandse Kring van Beeldhouwers, Amsterdam[1]